# بسیار دوست‌داشتنی
بسیار دوست‌داشتنی (انگلیسی: Much Loved) با نام اصلی پاکی درونی تو، یک فیلم درام مراکشی-فرانسوی به کارگردانی نبیل عیوش است که در سال ۲۰۱۵ منتشر شد و دربارهٔ روسپی‌گری در مراکش است.
این فیلم در بخش دو هفته کارگردانان در جشنواره فیلم کن ۲۰۱۵ به‌نمایش درآمد. نمایش فیلم در مراکش به سبب «اهانت به ارزش‌های اخلاقی و زن مراکشی» ممنوع شد. این فیلم در جشنواره بین‌المللی فیلم تورنتو ۲۰۱۵ هم به‌نمایش درآمد.
بازیگر زن اصلی این فیلم چندین بار تهدید به مرگ شده و مقامات مذهبی فیلم را بابت نمایش تصویر منفی از زنان مراکشی، تشویق سکس خارج از ازدواج و دلسوزی برای همجنسگراها تقبیح کرده‌اند. لبنا ابیضار نامزد دریافت جایزه سزار بهترین بازیگر زن بود. این فیلم همچنین برندهٔ جایزه لومیر بابت بهترین فیلم فرانسوی‌زبان شد.